# Nikdy nebudeme bratry
Nikdy nebudeme bratry (rusky Никогда мы не будем братьями, Nikogda my ně buděm brat'jami) je ukrajinská (později zhudebněná) báseň napsaná v ruštině Anastasií Dmytruk v reakci na ruskou okupaci Krymu v roce 2014. 
Báseň je koncipována jako vzkaz Rusům, v němž autorka poukazuje na rozdíly mezi ukrajinským a ruským národem a odmítá ruskou propagandou užívanou tezi o jejich bratrství či snad dokonce jednotě a zdůrazňuje ukrajinskou touhu po svobodě. Báseň je také plna odkazů na Euromajdan, jehož se autorka aktivně účastnila a který ji inspiroval vyjadřovat se k veřejným událostem prostřednictvím literární tvorby.
Důvodem pro složení v ruštině je kromě symbolického adresování ruskému lidu i fakt, že autorka v době vzniku básně mluvila převážně rusky a na ukrajinštinu přešla až v pozdější době.

## Reakce
Třiadvacetiletá autorka nahrála 19. března 2014 na YouTube video, kde báseň přednáší. Video se rychle stalo virálním na Ukrajině i v zahraničí a postupně získalo přes tři miliony zhlédnutí.
V Rusku byly reakce převážně negativní, dílo bylo označováno za rusofobní a báseň se dočkala i 25minutového kritického rozboru na státním televizním kanále Rossija-24. Např. v Pobaltí ale báseň vzbudila pozitivní ohlas a autorce se proto krátce po zveřejnění ozval litevský skladatel a hudebník Virgis Pupšys, který začal připravovat zhudebnění básně. Píseň byla nakonec nahrána s pomocí sboru Státního hudebního divadla Klaipėda a zveřejněna v podobě videoklipu 3. dubna 2014. Zhudebněná verze svou popularitou předčila původní přednes básně a video rychle získalo miliony zhlédnutí.
Po začátku plnohodnotné ruské invaze na Ukrajinu v roce 2022 získala píseň na Ukrajině opět na popularitě, Anastasia Dmytruk dokonce vydala novou verzi videoklipu doplněnou o záběry z prvních dní války.